# Contea di Yopurga
La contea di Yopurga (岳普湖县S, Yuèpǔhú XiànP) è una contea della Cina, situata nella regione autonoma di Xinjiang e amministrata dalla prefettura di Kashgar.